# 1723

## Esdeveniments
Països catalans
Resta del món
- Epidèmia de febre groga a Europa.
- Constitucions d'Anderson.

## Naixements
- 5 de gener, París: Nicole-Reine Lepaute, matemàtica i astrònoma francesa del segle xviii (m. 1788).[1]
- 20 de gener: Louis-Pierre Anquetil, historiador francès
- 21 de març, Remincourt, Vosges (França): François Bourgeois jesuïta francès, missioner a la Xina. (m. 1792).
- 23 d'abril, Worcester: Hannah Snell, dona anglesa que, fent-se passar per home, va ser militar, amb el nom de James Gray (m.1792).[2]
- 5 de juny, Fife (Escòcia): Adam Smith, economista i filòsof escocès considerat el pare de l'economia moderna (m. 1790).[3]
- 9 de novembre, Berlín: Anna Amàlia de Prússia, compositora i mecenes (m. 1787).[4]

- 22 de desembre, Köthen, Saxònia: Karl Friedrich Abel, compositor alemany (m. 1787).

## Necrològiques
Països Catalans
- 8 de març, Alacant: Isidre Escorihuela, mestre de capella i compositor valencià (n. ?).
- 17 d'abril, València: Tomàs Vicent Tosca i Mascó, erudit valencià, matemàtic, cartògraf i teòleg, a banda de creador del moviment Novatores (n. 1651).[5]

Resta del món
- 11 de juliol, Bòrt (Corresa) (França): Jean-François Marmontel,historiador francès i escriptor, era un membre del moviment de l'Enciclopèdia francesa (m. 1799).[6]
- 28 de juliol, Beja: Mariana Alcoforado, autora de les Cartas d'amor de la monja portuguesa, joia de la literatura universal (m. 1723).[7]
- 25 de novembre, Montpeller, Regne de França: David Augustin de Brueys, teòleg i dramaturg en francès.
- Delhi, Imperi Mogol: Muhammad Saki Mustaidd Khan, historiador.